# René Chateau
René Chateau   (Le Mans, 3 de juliol de 1939 - Sant Tropetz, 5 de febrer de 2024) fou un editor de vídeo independent francès. Especialista en cinema francès amb la seva col·lecció La Mémoire du cinéma (1930-1980) i associat de Jean-Paul Belmondo a la productora Cerito Films, també fou el promotor de Bruce Lee i el distribuïdor de cinema i de vídeo de pel·lícules de terror prohibides per la censura a França a finals de la dècada del 1970, com The Texas Chain Saw Massacre de Tobe Hooper, El despertar dels zombis de George A. Romero i Maniac de William Lustig.

## Biografia
Els seus pares es divorciaren i ell seguí la seva mare empobrida a Pré-Saint-Gervais. Als 14 anys va obtenir el seu certificat d'escola i va començar a treballar. El 1955 va començar a treballar com a aprenent a Honoré et Villanova, una empresa de maçoneria i rajoles al 18è districte de París de París. Apassionat del cinema, freqüenta els cinemes de barri de Pré-Saint-Gervais, de Montreuil-sous-Bois, de Vincennes i de la porte des Lilas, més tard a la Cinémathèque de la rue d'Ulm, tots els cineclubs parisencs i els cinemes de Pigalle i del Quartier latin.
El 1960 funda amb dos amics «Club James Dean» - Francis Gendron i Marcel Lannoy - la revista de cinema La Méthode, en referència a l'Actors Studio, on ret homenatge a Elia Kazan, John Garfield, Marlon Brando, James Dean i Montgomery Clift. Participa habitualment al Congrés Independent de Cinema Internacional (CICI).
Va començar a freqüentar el món del cinema, aconsellant Anny Duperey a Jean-Luc Godard o Gérard Blain a José Bénazéraf. Aquest últim li va encarregar les relacions amb la premsa per a la seva pel·lícula Du suif chez les dames, que René Chateau reanomenà Joë Caligula. La projecció de premsa és un amarg fracàs i René Chateau va declarar Aquesta és l'última vegada que vaig fer una projecció de premsa.
En 1964, amb l'ajuda de Jacques Prévert, Siné i Ursula Vian, realitza una exposició sobre Boris Vian al teatre Daniel-Sorano de Vincennes i publix un número especial de la revista cinematogràfica L'Âge d'or: «Boris Vian et le Cinéma» (500 exemplars).
El mateix any, gràcies a Régis Pagniez, director artístic de Salut les copains, es va incorpora a la revista Lui, editada ear Daniel Filipacchi i dirigida per l'escriptor Jacques Lanzmann (qui va escriure entre altres tots els èxits de Jacques Dutronc). Va debutar al « Courrier des lecteurs » i després es va convertir en responsable de la secció de cinema, cosa que li va permetre entrevistar Jean-Paul Belmondo al plató de Pierrot le fou de Jean-Luc Godard en un article titulat “Bébel Fricotin”, però també Alain Delon, Jean-Pierre Melville, Henri-Georges Clouzot, etc.
El 1965, gràcies a Pierre Edeline, director del cinema Le Napoléon avenue de la Grande-Armée, va organitzar, per a Warner Bros., l'estrena de les tres pel·lícules de James Dean i l'estrena de Qui té por de Virginia Woolf? protagonitzada per Elizabeth Taylor i Richard Burton.
El 1967 René Chateau, que va preparar per a la Warner el llançament de Bonnie and Clyde d'Arthur Penn, va aconseguir convèncer Serge Gainsbourg de veure la pel·lícula abans de la seva estrena i compondre una cançó sobre la llegendària parella de gàngsters interpretada per Warren Beatty i Faye Dunaway. Gainsbourg va escriure la cançó durant la nit i la va gravar l'endemà amb Brigitte Bardot davant les càmeres de François Reichenbach. Aleshores demana al cap de Warner France que el presenti al productor de la pel·lícula Ho!, interpretada Jean-Paul Belmondo.
El mateix any va llançar com a distribuïdor amb éditions Hachette els Posters, crea el setmanari professional Le Journal du show-business amb éditions Albin Michel (127 números), després obre al cinema Le Balzac el « Club du show-business » el 5 de març de 1968 amb Alain Delon.
També el 1967 va decidir treballar amb Jean-Paul Belmondo, a qui havia conegut dos anys abans. Successivament és el seu agent de premsa, publicista, accionista de la seva productora Cerito Films (que fa de Belmondo l'únic actor del món, des de Charlie Chaplin i la creació de United Artists, per ser distribuïdor de les seves pròpies pel·lícules) fins al 10% i soci de Cerito-René Chateau Distribution.
Jean-Paul Belmondo és un dels pocs que ha esmentat el mètode de treball de René Chateau: 
| « | Un home ha ocupat un lloc creixent a la meva vida professional: René Chateau, el meu responsable de premsa. Però encaixa la paraula? Més aviat, René va ser, en certa manera, el meu assessor de comunicació. Aquest és l'inici d'una llarga amistat entre nosaltres. Des de "Ho!", l'imposo a tots els meus rodatges. René és un home secret i retirat. Però també és un geni a la seva manera […]. Per a mi, dissenya el cartell de Peur sur la ville (passa molt de temps dissenyant els cartells de les seves pel·lícules, dibuixats per artistes, alhora que en recull milers a casa seva) i imagina't el nom "Belmondo", sense nom, en majúscules i en negreta. Com podria ser una marca, un logotip. Una mena de petita revolució en el món del cinema! Compartim la mateixa desconfiança dels crítics que, al meu entendre, no reflecteixen les opinions de la gran majoria dels espectadors. M'agrada que em jutgin al moment. Per això, René m'aconsella que no organitzi un cinema privat de preestrena per periodistes: descobreixen les meves pel·lícules alhora que el públic. L'elecció fa una mica d'angoixa, però em quedo amb aquest principi. Junts, triem amb cura les meves aparicions televisives i les entrevistes que faig a la premsa. | » |

Al pròleg del número 1961 de Le Film français, la redactora en cap Monique Annaud recorda la gènesi d'aquest número excepcional que en la seva concepció, inspirada en Variety i en Hollywood Reporter, és una primícia a França i després serà molt imitada. Una innovació: és la primera vegada que celebra “els 20 anys de cinema” d'una estrella francesa: “És la peculiaritat dels amics desitjar aniversaris: també quan René Chateau va venir a proposar-nos, a través del nostre diari, dibuixar Jean-Paul, sense que ell ho sapiugés, és clar, la idea va ser rebuda amb entusiasme, tot i que no era nostra."
Durant quinze anys, el tàndem Belmondo-Chateau va acumular èxits populars com Flic ou Voyou, Le Professionnel, Le Guignolo, Les Morfalous, etc. Compten entre els seus èxits els dos rècords d'assistència al cinema francès als afores de París: L'As des as de Gérard Oury (72.000 espectadors el primer dia) i Le Marginal de Jacques Deray (468.000 entrades la primera setmana).

Cap de cinema de Canal+ i director de Gaumont Distribution durant el període del Système Cerito, René Bonnell concreta a les seves memòries: 
| « | El març de 1979 amb Flic ou Voyou, Jean-Paul Belmondo, coproductor i única estrella de la pel·lícula, està molt implicada en el seu màrqueting a través del seu representant, René Chateau, que també s'encarrega de la publicitat. Professional, minuciós, molt coneixedor de la professió, controla el muntatge de la pel·lícula fins al més mínim detall (tràilers, qualitat dels punts de venda, col·locació de cartells, mida de façanes, sales, etc.). Sense perdre interès pel problema, Alain Poiré es queda més en un segon pla, sabent que amb tal martingala la seva pel·lícula s'explotarà fins a la més mínima entrada. La col·laboració entre la potència de la màquina Gaumont i l'energia artesanal de René Chateau dona bons resultats. La pel·lícula suma 3.785.000 entrades a França i superarà el milió d'entrades a París, una gran estrena per a una pel·lícula de Bébel a la capital. Es va unir al club de disset pel·lícules "milionàries" a París des de la guerra. | » |

A l'emissió Étoiles et Toiles del 23 d'octubre de 1982 a TF1, després de l'entrevista a René Chateau de Jean Douchet per a l'estrena de L'As des as, Frédéric Mitterrand conclou amb aquestes paraules: 
| « | No m'agraden gaire les pel·lícules que fa Belmondo des de fa deu anys més o menys. No m'agraden gaire, però no puc evitar reconèixer-hi almenys aquesta qualitat, que és que les pel·lícules de Belmondo, les pel·lícules de la parella Belmondo-Chateau són pel·lícules de gent que estima el cinema, que estima el públic, a qui li encanta fer el que fan. | » |

A partir de 1975, juntament amb les seves activitats amb Jean-Paul Belmondo, René Chateau va fundar, dirigir i programar, durant deu anys, els tres cinemes de Le Hollywood Boulevard, al 4 boulevard Montmartre, a una sala especialitzada on les estrelles del «blaxploitation» com Pam Grier (de qui Quentin Tarantino va rellançar la seva carrera el 1997 amb Jackie Brown) a Coffy, Jim Brown a Slaughter's Big Rip-Off, Fred Williamson a Black Caesar, Ron O'Neal a Le Cogneur de Harlem, Willie Dynamite, etc. L'imponent panell pintat a la façana de Hollywood Boulevard anuncia el 1974 l'èxit mundial de Bruce Lee The Way of the Dragon, distribuïda per primera vegada a França.
El 1980, va demanar a Jean-Paul Belmondo que es convertís en distribuïdor, controlant així la producció, el guió i l'estrena de les seves pel·lícules. Neix Cérito & René Chateau. L'any 1990 l'actor la va vendre per 43 milions d'euros a Canal +.
Quan va acabar la seva associació amb Belmondo l'any 1985 (en un context d'estranyament, després d'entrevistes concedides en lloc de l'actor) al rodatge de Joyeuses Pâques, René Chateau es consagra totalment a la seva societat.
El 2004 Jean-Luc Douin, periodista de Le Monde, publica una enquesta, Les Jours obscurs de Gérard Lebovici (Stock), on, entre les hipòtesis invocades sobre la mort d'aquest, implica René Chateau. Aquest últim el va demandar per difamació i va guanyar el cas.

## Vida privada
René Chateau fou parella de Brigitte Lahaie durant els anys 1980, per a la que va escriure i produir Les Prédateurs de la nuit dirigida per Jésus Franco (1988).